# Бенетути
Бенету̀ти (на италиански и на сардински: Benetutti) е село и община в Южна Италия, провинция Сасари, автономен регион и остров Сардиния. Разположено е на 406 m надморска височина. Населението на общината е 1969 души (към 2013 г.).